# Anathyrosis

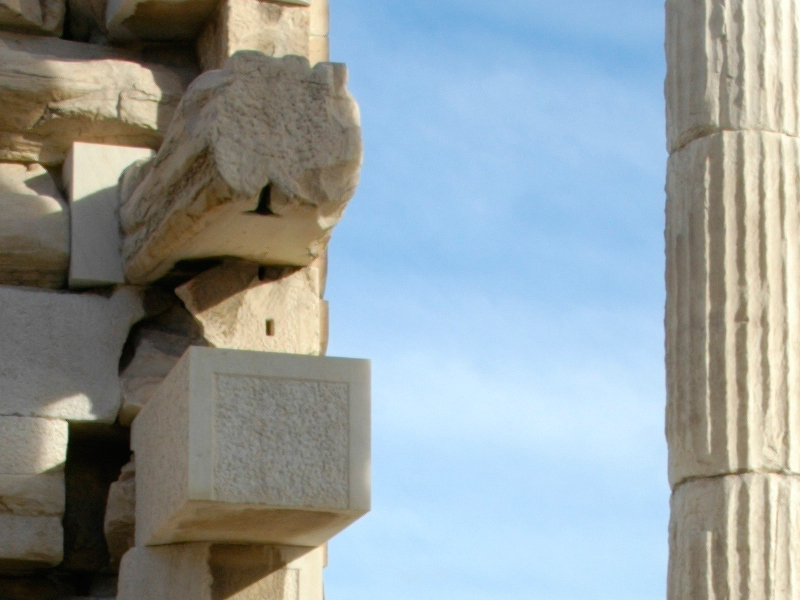
Anathyrosis egy helyreállított kövön alul és egy ókorin felül, az athéni Erechteionon.

Az anathyrosis a szakkifejezés arra, ahogy az ókori görögök gyakran megmunkálták a kőtömbök illesztéseit. Mivel a tömbök közvetlenül érintkeztek egymással, habarcs közbeiktatása nélkül, ezért az illesztésnek pontosnak kellett lennie. Annak céljából, hogy csökkentsék az ilyen illesztések kialakításához szükséges időt, a kő érintkező felülete csak egy vékony csíkban volt eldolgozva és lecsiszolva az oldalakon és felül, míg a felület belseje meg volt süllyesztve. Az érintkező csík úgy néz ki, mint valamiféle ajtókeret, és a kifejezés – az ókoriak alkották – erre utal. A thyra (θύρα) görög szó jelentése „ajtó", tehát az „ajtókeret” anathyrosis. A technikát gyakran használták falak építésekor, beleértve a sziklákból való építkezést, és lehetséges, hogy az oszlopok dobjai között is alkalmazták. A technika alapos vizsgálata egy kövön, amin alkalmazták segíthet feltárni a helyét a szerkezeten belül, és megállapítható, kapcsolódtak-e hozzá más kövek.